# 480 kilomètres de Brands Hatch 1989
Navigation
Édition précédente
Les 480 kilomètres de Brands Hatch 1989 (officiellement appelé le Brands Hatch Trophy), disputées le 23 juillet 1989 sur le Circuit de Brands Hatch, sont la quatrième manche du Championnat du monde des voitures de sport 1989.

## La course

### Classement de la course
Voici le classement officiel au terme de la course,.
- Les premiers de chaque catégorie du championnat du monde sont signalés par un fond jaune.
- Pour la colonne Pneus, il faut passer le curseur au-dessus du modèle pour connaître le manufacturier de pneumatiques.
- Les voitures ne réussissant pas à parcourir 75% de la distance du gagnant sont non classées (NC).

| Pos  | Classe | no  | Écurie                           | Pilotes                                  | Châssis                            | Pneus | Tours | Temps               |
| Pos  | Classe | no  | Écurie                           | Pilotes                                  | Moteur                             | Pneus | Tours | Temps               |
| ---- | ------ | --- | -------------------------------- | ---------------------------------------- | ---------------------------------- | ----- | ----- | ------------------- |
| 1    | C1     | 61  | Team Sauber Mercedes             | Kenny Acheson Mauro Baldi                | Sauber C9                          | M     | 115   | 2 h 41 min 37 s 754 |
| 1    | C1     | 61  | Team Sauber Mercedes             | Kenny Acheson Mauro Baldi                | Mercedes-Benz M119 5.0L V8 Turbo   | M     | 115   | 2 h 41 min 37 s 754 |
| 2    | C1     | 7   | Blaupunkt Sachs Joest Racing     | Frank Jelinski Bob Wollek                | Porsche 962C                       | G     | 115   | + 1 min 17 s 042    |
| 2    | C1     | 7   | Blaupunkt Sachs Joest Racing     | Frank Jelinski Bob Wollek                | Porsche Type-935 3.0L Flat-6 Turbo | G     | 115   | + 1 min 17 s 042    |
| 3    | C1     | 62  | Team Sauber Mercedes             | Jean-Louis Schlesser Jochen Mass         | Sauber C9                          | M     | 114   | + 1 tour            |
| 3    | C1     | 62  | Team Sauber Mercedes             | Jean-Louis Schlesser Jochen Mass         | Mercedes-Benz M119 5.0L V8 Turbo   | M     | 114   | + 1 tour            |
| 4    | C1     | 18  | Aston Martin Ecurie Ecosse       | Brian Redman David Leslie                | Aston Martin AMR1                  | G     | 112   | + 3 tours           |
| 4    | C1     | 18  | Aston Martin Ecurie Ecosse       | Brian Redman David Leslie                | Aston Martin RDP87 6.0L V8 Atmo    | G     | 112   | + 3 tours           |
| 5    | C1     | 1   | Silk Cut Jaguar                  | Jan Lammers Patrick Tambay               | Jaguar XJR-11                      | D     | 111   | + 4 tours           |
| 5    | C1     | 1   | Silk Cut Jaguar                  | Jan Lammers Patrick Tambay               | Jaguar JV6 3.5L V6 Turbo           | D     | 111   | + 4 tours           |
| 6    | C1     | 6   | Repsol Brun Motorsport           | Oscar Larrauri Jesús Pareja              | Porsche 962C                       | Y     | 111   | + 4 tours           |
| 6    | C1     | 6   | Repsol Brun Motorsport           | Oscar Larrauri Jesús Pareja              | Porsche Type-935 3.0L Flat-6 Turbo | Y     | 111   | + 4 tours           |
| 7    | C1     | 13  | Courage Compétition              | Pascal Fabre Hervé Regout                | Cougar C22S                        | G     | 110   | + 5 tours           |
| 7    | C1     | 13  | Courage Compétition              | Pascal Fabre Hervé Regout                | Porsche Type-935 3.0L Flat-6 Turbo | G     | 110   | + 5 tours           |
| 8    | C2     | 101 | Chamberlain Engineering          | Fermín Velez Nick Adams                  | Spice SE89C                        | G     | 109   | + 6 tours           |
| 8    | C2     | 101 | Chamberlain Engineering          | Fermín Velez Nick Adams                  | Ford Cosworth DFL 3.5L V8 Atmo     | G     | 109   | + 6 tours           |
| 9    | C1     | 16  | Eterna Brun Motorsport           | Uwe Schäfer Walter Lechner               | Porsche 962C                       | Y     | 109   | + 6 tours           |
| 9    | C1     | 16  | Eterna Brun Motorsport           | Uwe Schäfer Walter Lechner               | Porsche Type-935 3.0L Flat-6 Turbo | Y     | 109   | + 6 tours           |
| 10   | C1     | 34  | Porsche Alméras Montpellier      | Jacques Alméras Jean-Marie Alméras       | Porsche 962C                       | G     | 109   | + 6 tours           |
| 10   | C1     | 34  | Porsche Alméras Montpellier      | Jacques Alméras Jean-Marie Alméras       | Porsche Type-935 3.0L Flat-6 Turbo | G     | 109   | + 6 tours           |
| 11   | C2     | 171 | Team Mako                        | James Shead (en) Robbie Stirling (en)    | Spice SE88C                        | G     | 108   | + 7 tours           |
| 11   | C2     | 171 | Team Mako                        | James Shead (en) Robbie Stirling (en)    | Ford Cosworth DFL 3.5L V8 Atmo     | G     | 108   | + 7 tours           |
| 12   | C1     | 72  | Obermaier Primagaz               | Jürgen Lässig Pierre Yver                | Porsche 962C                       | G     | 108   | + 7 tours           |
| 12   | C1     | 72  | Obermaier Primagaz               | Jürgen Lässig Pierre Yver                | Porsche Type-935 3.0L Flat-6 Turbo | G     | 108   | + 7 tours           |
| 13   | GTP    | 201 | Mazdaspeed                       | Pierre Dieudonné David Kennedy           | Mazda 767B                         | D     | 108   | + 7 tours           |
| 13   | GTP    | 201 | Mazdaspeed                       | Pierre Dieudonné David Kennedy           | Mazda 13J 2.6L 4-Rotor             | D     | 108   | + 7 tours           |
| 14   | C1     | 20  | Team Davey                       | Tim Lee-Davey Desiré Wilson              | Porsche 962C                       | D     | 108   | + 7 tours           |
| 14   | C1     | 20  | Team Davey                       | Tim Lee-Davey Desiré Wilson              | Porsche Type-935 3.0L Flat-6 Turbo | D     | 108   | + 7 tours           |
| 15   | C1     | 26  | France Prototeam                 | Claude Ballot-Léna Costas Los            | Spice SE88C                        | G     | 106   | + 9 tours           |
| 15   | C1     | 26  | France Prototeam                 | Claude Ballot-Léna Costas Los            | Ford Cosworth DFZ 3.5L V8 Atmo     | G     | 106   | + 9 tours           |
| 16   | C1     | 5   | Hydro Aluminium Brun Motorsport  | Harald Huysman Franz Konrad              | Porsche 962C                       | Y     | 106   | + 9 tours           |
| 16   | C1     | 5   | Hydro Aluminium Brun Motorsport  | Harald Huysman Franz Konrad              | Porsche Type-935 3.0L Flat-6 Turbo | Y     | 106   | + 9 tours           |
| 17   | C2     | 108 | Roy Baker Racing GP Motorsport   | Dudley Wood Philippe de Henning          | Spice SE87C                        | G     | 106   | + 9 tours           |
| 17   | C2     | 108 | Roy Baker Racing GP Motorsport   | Dudley Wood Philippe de Henning          | Ford Cosworth DFL 3.5L V8 Atmo     | G     | 106   | + 9 tours           |
| 18   | C2     | 107 | Tiga Racing Team                 | Mario Hytten (en) John Sheldon           | Tiga GC289                         | G     | 103   | + 12 tours          |
| 18   | C2     | 107 | Tiga Racing Team                 | Mario Hytten (en) John Sheldon           | Ford Cosworth DFL 3.5L V8 Atmo     | G     | 103   | + 12 tours          |
| 19   | C2     | 103 | France Prototeam                 | Almo Coppelli Bernard Thuner             | Spice SE88C                        | G     | 101   | + 14 tours          |
| 19   | C2     | 103 | France Prototeam                 | Almo Coppelli Bernard Thuner             | Ford Cosworth DFL 3.5L V8 Atmo     | G     | 101   | + 14 tours          |
| 20   | C2     | 102 | Chamberlain Engineering          | Luigi Taverna John Williams              | Spice SE86C                        | G     | 101   | + 14 tours          |
| 20   | C2     | 102 | Chamberlain Engineering          | Luigi Taverna John Williams              | Hart 418T 1.8L I4 Turbo            | G     | 101   | + 14 tours          |
| 21   | C2     | 151 | Pierre-Alain Lombardi            | Pierre-Alain Lombardi Bruno Sotty        | Spice SE86C                        | G     | 99    | + 16 tours          |
| 21   | C2     | 151 | Pierre-Alain Lombardi            | Pierre-Alain Lombardi Bruno Sotty        | Ford Cosworth DFL 3.3L V8          | G     | 99    | + 16 tours          |
| 22   | C2     | 106 | Porto Kaleo Team                 | Ranieri Randaccio Pasquale Barberio      | Tiga GC288/9                       | G     | 83    | + 23 tours          |
| 22   | C2     | 106 | Porto Kaleo Team                 | Ranieri Randaccio Pasquale Barberio      | Ford Cosworth DFL 3.5L V8 Atmo     | G     | 83    | + 23 tours          |
| Abd. | C1     | 37  | Toyota Team Tom's                | Johnny Dumfries John Watson              | Toyota 89C-V                       | B     | 109   | Panne sèche         |
| Abd. | C1     | 37  | Toyota Team Tom's                | Johnny Dumfries John Watson              | Toyota R32V 3.2L V8 Turbo          | B     | 109   | Panne sèche         |
| Abd. | C1     | 2   | Silk Cut Jaguar                  | John Nielsen Andy Wallace                | Jaguar XJR-9                       | D     | 101   | Accident            |
| Abd. | C1     | 2   | Silk Cut Jaguar                  | John Nielsen Andy Wallace                | Jaguar 7.0L V12 Atmo               | D     | 101   | Accident            |
| Abd. | C1     | 21  | Spice Engineering                | Eliseo Salazar Ray Bellm                 | Spice SE89C                        | G     | 99    | Boite de vitesses   |
| Abd. | C1     | 21  | Spice Engineering                | Eliseo Salazar Ray Bellm                 | Ford Cosworth DFZ 3.5L V8 Atmo     | G     | 99    | Boite de vitesses   |
| Abd. | C1     | 14  | Richard Lloyd Racing             | Tiff Needell Derek Bell                  | Porsche 962C GTi                   | G     | 95    | Frein → Accident    |
| Abd. | C1     | 14  | Richard Lloyd Racing             | Tiff Needell Derek Bell                  | Porsche Type-935 3.0L Flat-6 Turbo | G     | 95    | Frein → Accident    |
| Abd. | C1     | 29  | Mussato Action Car               | Bruno Giacomelli Massimo Monti (en)      | Lancia LC2                         | D     | 83    | Démarreur           |
| Abd. | C1     | 29  | Mussato Action Car               | Bruno Giacomelli Massimo Monti (en)      | Ferrari 308C 3.0L V8 Turbo         | D     | 83    | Démarreur           |
| Abd. | C1     | 3   | Silk Cut Jaguar                  | Davy Jones Alain Ferté                   | Jaguar XJR-11                      | D     | 80    | Démarreur           |
| Abd. | C1     | 3   | Silk Cut Jaguar                  | Davy Jones Alain Ferté                   | Jaguar JV6 3.5L V6 Turbo           | D     | 80    | Démarreur           |
| Abd. | C2     | 111 | PC Automotive                    | Richard Piper Olindo Iacobelli           | Spice SE88C                        | G     | 63    | Accident            |
| Abd. | C2     | 111 | PC Automotive                    | Richard Piper Olindo Iacobelli           | Ford Cosworth DFL 3.5L V8 Atmo     | G     | 63    | Accident            |
| Abd. | C1     | 8   | Blaupunkt Sachs Joest Racing     | Henri Pescarolo Jean-Louis Ricci         | Porsche 962C                       | G     | 45    | Accident            |
| Abd. | C1     | 8   | Blaupunkt Sachs Joest Racing     | Henri Pescarolo Jean-Louis Ricci         | Porsche Type-935 3.0L Flat-6 Turbo | G     | 45    | Accident            |
| Abd. | C1     | 22  | Spice Engineering                | Wayne Taylor Thorkild Thyrring           | Spice SE89C                        | G     | 44    | Accident            |
| Abd. | C1     | 22  | Spice Engineering                | Wayne Taylor Thorkild Thyrring           | Ford Cosworth DFZ 3.5L V8 Atmo     | G     | 44    | Accident            |
| Abd. | C1     | 40  | Swiss Team Salamin               | Antoine Salamin Giovanni Lavaggi         | Porsche 962C                       | G     | 44    | Perte de roue       |
| Abd. | C1     | 40  | Swiss Team Salamin               | Antoine Salamin Giovanni Lavaggi         | Porsche Type-935 3.0L Flat-6 Turbo | G     | 44    | Perte de roue       |
| Abd. | C1     | 15  | Richard Lloyd Racing             | James Weaver David Hunt                  | Porsche 962C GTi                   | G     | 38    | Frein → Accident    |
| Abd. | C1     | 15  | Richard Lloyd Racing             | James Weaver David Hunt                  | Porsche Type-935 3.0L Flat-6 Turbo | G     | 38    | Frein → Accident    |
| Abd. | C2     | 177 | Automobiles Louis Descartes      | Louis Descartes Alain Serpaggi           | ALD C289                           | G     | 38    | Boite de vitesses   |
| Abd. | C2     | 177 | Automobiles Louis Descartes      | Louis Descartes Alain Serpaggi           | Ford Cosworth DFL 3.5L V8 Atmo     | G     | 38    | Boite de vitesses   |
| Abd. | C1     | 23  | Nissan Motorsports International | Andrew Gilbert-Scott Julian Bailey       | Nissan R89C                        | D     | 19    | Accident            |
| Abd. | C1     | 23  | Nissan Motorsports International | Andrew Gilbert-Scott Julian Bailey       | Nissan VRH35Z 3.5L V8 Turbo        | D     | 19    | Accident            |
| Abd. | C1     | 17  | Dauer Racing (en)                | Jochen Dauer (de) Will Hoy               | Porsche 962C                       | G     | 0     | Accident            |
| Abd. | C1     | 17  | Dauer Racing (en)                | Jochen Dauer (de) Will Hoy               | Porsche Type-935 3.0L Flat-6 Turbo | G     | 0     | Accident            |
| Nq.  | C2     | 106 | Porto Kaleo Team                 | Vito Veninata "Stingbrace"               | Tiga GC288                         | G     | -     |                     |
| Nq.  | C2     | 106 | Porto Kaleo Team                 | Vito Veninata "Stingbrace"               | Ford Cosworth DFL 3.5L V8 Atmo     | G     | -     |                     |
| Nq.  | C2     | 178 | Didier Bonnet                    | Jean-Claude Justice (de) Gérard Tremblay | Tiga GC289                         | G     | -     |                     |
| Nq.  | C2     | 178 | Didier Bonnet                    | Jean-Claude Justice (de) Gérard Tremblay | Ford Cosworth DFL 3.5L V8 Atmo     | G     | -     |                     |

## Pole position et record du tour
- Pole position :  Jan Lammers (#1 Silk Cut Jaguar) en 1 min 12 s 927
- Meilleur tour en course :  Jean-Louis Schlesser (#61 Team Sauber Mercedes) en 1 min 13 s 471

## À noter
- Longueur du circuit : 4,184 km
- Distance parcourue par les vainqueurs : 481,231 km